# Scytalopus iraiensis
Scytalopus iraiensis е вид птица от семейство Rhinocryptidae. Видът е застрашен от изчезване.

## Разпространение
Видът е разпространен в Бразилия.